# توماس موراي
توماس موراي هو سياسي كندي، ولد في 18 يناير 1836 في كندا، وتوفي في 29 يوليو 1915 في بيمبروك في كندا. حزبياً، نشط في الحزب الليبرالي الكندي. وقد انتخب عضو برلمان مقاطعة أونتاريو وانتخب عضو مجلس العموم الكندي.